# Pagode do Exalta Ao Vivo
Pagode do Exalta - Ao Vivo é um álbum de pagode em CD e DVD do grupo brasileiro Exaltasamba, que foi lançado em 2007 pela EMI. Foi gravado em junho de 2007, na casa noturna Cabral, em São Paulo . O álbum chegou a vender cinquenta mil cópias e recebeu disco de platina e logo depois, o grupo recebeu disco de ouro pelas excelentes vendagens do álbum. Pagode do Exalta fez sucesso em todas as classes sociais e dentre os destaques, está a música "Graça" que funde o pagode com o rap e o sucesso "Livre Pra Voar". O álbum traz algumas releituras de hits antigos, como por exemplo, a música "MegaStar" (composição de Leandro Lehart), este é o segundo DVD do grupo.

## Faixas do CD
1. "Mega star"
2. Pot-pourri: "Mais que amigo / Nuance / Acordar com você"
3. "Anjo meu"
4. "Nem pensar"
5. "Jogo de sedução"
6. "Tchau e bença"
7. Pot-pourri: "Preciso de amor / Desejo contido / Sem o teu calor"
8. "Nuvem de algodão"
9. "Eu chorei"
10. "Chegamos ao fim"
11. "Carona do amor"
12. "Demorô"
13. "Graça"
14. "Samba que a gente Exalta"
15. "Livre pra voar"

## Faixas do DVD
1. "Mega star"
2. Pot-pourri: "Mais que amigo / Nuance / Acordar com você"
3. "Anjo meu"
4. "É você"
5. "Preciso desabafar"
6. "Nem pensar"
7. "Carona do amor"
8. "Jogo de sedução"
9. "Tchau e bença"
10. Pot-pourri: "Preciso de amor / Desejo contido / Sem o teu calor"
11. "Dança do bole, bole"
12. "Nuvem de algodão"
13. "Louca paixão"
14. Pot-pourri: "Mini-saia / Tiê / Gandaia
15. "Eu chorei"
16. "Graça"
17. "Chegamos ao fim"
18. "24 horas de amor"
19. "Demorô"
20. "Samba que a gente Exalta"
21. "Livre pra voar"

## Músicos

### Exaltasamba
- Péricles e Thiaguinho : Voz e banjo
- Pinha : Repique de mão, ripa e vocal
- Thell : Tantan e vocal
- Brilhantina : Cavaquinho

### Banda de apoio
- Pezinho : Violão e vocal
- Gordinho : Surdo e tamborim
- João Sensação : Pandeiro e caixa
- Nego : Pandeiro
- Cláudio Bonfim : Baixolão e vocal
- Índio : Repique de anel, cuíca, efeitos e vocal
- Didi : Bandolim, banjo e cavaquinho
- Anselmo Lima : Flauta, flautim, craviola, acordeom, vibrafone, gaita, clarone, teclados e piano acústico
- Coro : Helder Celso, Robson Bocca, Daniel, Rodrigo Oliveira, Pezinho, Cláudio Bonfim, Índio, Péricles, Thiaguinho, Pinha e Thell